# Трите погребения на Мелкиадес Естрада
„Трите погребения на Мелкиадес Естрада“ (на английски: The Three Burials of Melquiades Estrada) е френско-американски криминален уестърн филм от 2005 г. на режисьора Томи Лий Джоунс.
Премиерата е на 20 май 2005 г. на кинофестивала в Кан, където Томи Лий Джоунс получава награда за най-добър актьор, а Гийермо Ариага за най-добър сценарий. Томи Лий Джоунс е номиниран за най-добър актьор в драматичен филм на 10-ите награди Сателит.

## Актьорски състав
| Актьор          | Роля              |
| --------------- | ----------------- |
| Томи Лий Джоунс | Пийт Пъркинс      |
| Бари Пепър      | Майк Нортън       |
| Хулио Седило    | Мелкиадес Естрада |
| Дуайт Йокам     | шериф Белмонт     |
| Дженюъри Джоунс | Лу Ан Нортън      |
| Мелиса Лео      | Рейчъл            |